# Lust in the Dust
Lust in the Dust is een Amerikaanse western-komediefilm uit 1984 van Fox Run Productions geregisseerd door Paul Bartel en gedistribueerd door New World Pictures.

## Verhaal
Rosie Valez, een danseres, strandt in de woestijn waar ze verkracht wordt door Hard Case Williams, maar wordt gered door scherpschutter Abel Wood. Abel neemt Rosie mee naar het desolate dorpje Chili Verdi. In de plaatselijke saloon werkt Marguerita Ventura. Abel ontdekt per toeval dat beide dames een tatoeage hebben op hun rug: wanneer men deze tattoos samenbrengt, vormen deze een schatkaart. Nadat dat uitkomt, slaat de goudkoorts toe.

## Rolverdeling
| Acteur                  | Personage                 |
| ----------------------- | ------------------------- |
| Tab Hunter              | Abel Wood                 |
| Divine                  | Rosie Velez               |
| Lainie Kazan            | Marguerita Ventura        |
| Cesar Romero            | Garcia                    |
| Geoffrey Lewis          | Hard Case Williams        |
| Henry Silva             | Bernardo                  |
| Courtney Gains          | Richard "Red Dick" Barker |
| Gina Gallego            | Ninfa                     |
| Nedra Volz              | Ed "Big Ed"               |
| Woody Strode            |                           |
| Pedro Gonzalez Gonzalez |                           |

## Nominatie
| Prijs                        | Categorie        | Ontvanger(s) | Resultaat   |
| ---------------------------- | ---------------- | ------------ | ----------- |
| Golden Raspberry Awards 1985 | Slechtste acteur | Divine       | Genomineerd |